# Kazushige Nosawa
Kazushige Nosawa (野沢一茂 Nosawa Kazushige?) (17 de diciembre de 1976) es un luchador profesional japonés, más conocido por su nombre artístico NOSAWA Rongai.
Nosawa es conocido por su trabajo en infinidad de empresas del circuito independiente de Japón, México y Estados Unidos, tanto en solitario como al lado de los miembros del grupo Tokyo Gurentai, del que es líder y fundador.

## Vida personal
Nosawa se encontraba anteriormente en una relación con la también luchadora profesional Masami Odate, conocida como Io Shirai.
En agosto de 2010, Nosawa se vio envuelto en un incidente durante un tour en Japón de la World Wrestling Entertainment. En el transcurso de uno de los combates de Chris Jericho, este se acercó a las gradas y, tras intercambiar pequeñas provocaciones con él, agredió a Nosawa, que se hallaba sentado allí. Viendo que Jericho parecía dispuesto a iniciar una lucha, Yoshihiro Takayama se levantó del asiento contiguo a Nosawa para defender a su compañero, lo que impidió que el incidente fuera a más.
El 20 de febrero de 2011, Nosawa fue arrestado por haber robado un taxi y haberlo conducido sin la licencia adecuada, todo ello bajo los efectos del alcohol. El incidente produjo el despido de Nosawa por parte de All Japan Pro Wrestling, empresa con la que se hallaba bajo contrato.
El 23 de mayo de 2012, Nosawa e Io Shirai fueron arrestados tras su vuelo de México a Japón por tenencia ilegal de drogas y contrabando, después de que fuera hallada marihuana en su equipaje. Tras el incidente, varios luchadores se pronunciaron a favor de Nosawa, entre ellos Hayabusa, Sanshiro Takagi, TAKA Michinoku y especialmente su amigo Minoru Suzuki, quien se ofreció a pagar la multa en su lugar hasta que se esclareciesen los hechos. Sin embargo, meses después fueron retirados los cargos cuando Takuya Sugi declaró haber sido él y Masahiro Hayashi los que pusieron la droga para incriminar a Nosawa.

## Carrera

### Pro Wrestling Crusaders (1995-1996)
Después de ser entrenado por KY Wakamatsu, Nosawa debutó en la empresa Pro Wrestling Crusaders, perteneciente a su maestro. Kazushige compitió bajo su nombre real durante años, sin conseguir mucho éxito, hasta que poco después dejó la compañía.

### Dramatic Dream Team (1997-2000)
Nosawa fue uno de los luchadores fundadores de Dramatic Dream Team, siendo uno de sus miembros más importantes. De 1998 en adelante, las apariciones de Nosawa en DDT se redujeron a temporadas, debido a tener que alternar con su trabajo en CMLL en México. En una de ellas, en 2000, Nosawa cambió su nombre a NOSAWA (todo en mayúsculas) y se alió con Mitsunobu Kikuzawa y Masada -a quien había conocido en México- para formar Tokyo Gurentai, un grupo heel ambulante que trabajaba en cualquier empresa posible y cuyos miembros se caracterizaban por su violencia y su temperamento rebelde y anárquico.

### Consejo Mundial de Lucha Libre (1998-2000)
En 1998 Nosawa viajó a México para entrenar con Negro Casas y así aprender el estilo de la lucha libre mexicana. Durante este tiempo, su principal campo de batalla fue el Consejo Mundial de Lucha Libre, donde comenzó bajo una máscara y con el nombre de Super Cacao. El gimmick duró poco tiempo, con Super Cacao luchando solo algunos combates al lado de Dr. O'Borman.

### International Wrestling Revolution Group (2001-2003)
También en México, Nosawa trabajó para International Wrestling Revolution Group, principalmente como integrante de Tokyo Gurentai con Masada y Minoru Fujita, así como con Katsushi Takemura cuando este se unió al grupo.

### All Japan Pro Wrestling (2004-2011)
A inicios de 2008, Tokyo Gurentai volvió a la actividad en AJPW cuando Takemura entró en un feudo con Osamu Nishimura & Manabu Soya por haber dejado Dradition Pro Wrestling y alistó la ayuda de MAZADA & NOSAWA.

### Dragon Gate (2011)
En febrero de 2011, NOSAWA fue traído por CIMA a Dragon Gate junto con TAKA Michinoku para ser nuevos miembros de Blood WARRIORS, ya que CIMA pretendía formar un trío bajo el nombre de, literalmente, "Los Tres Pendejos", pero esto fue cancelado después del arresto de Nosawa por esas mismas fechas.

### Kensuke Office Pro Wrestling / Diamond Ring (2011-presente)
En noviembre de 2011, NOSAWA se unió a la empresa Kensuke Office Pro Wrestling de Kensuke Sasaki. NOSAWA se presentó como heel y formó un tag team con Kazunari Murakami para enfrentarse al stable Kensuke Office.

## En lucha
- Movimientos finales
  - R.O.D. - Rongai Obu Driver[10] (Sitout scoop slam piledriver)[1][2][3]
  - High-speed roundhouse kick a la cabeza de un oponente levantándose[1]
  - Shining wizard[1]

- Movimientos de firma
  - Super High School-Class Cradle[11] (Rolling cradle pin)
  - Super High School-Class Horizontal Cradle[12] (Spinning horizontal cradle pin)
  - Super High School-Class La Magistral[13] / Amor de mi Novia[1][2] (Arm wrench inside cradle pin)[3]
  - Black Tiger Driver[14] (Sitout crucifix powerbomb)
  - Camel clutch[1]
  - Cross armbar
  - Dropkick,[1] a veces desde una posición elevada
  - European uppercut[1]
  - Fujiwara armbar
  - Grounded octopus hold
  - Hurricanrana
  - Inverted single leg Boston crab[3]
  - Running lariat
  - Spinning heel kick[1]
  - Superkick[1]

## Campeonatos y logros
- All Japan Pro Wrestling
  - AJPW All Asia Tag Team Championship (1 vez) - con Minoru Suzuki
  - AJPW Junior Tag League (2006) - con MAZADA

- Big Japan Pro Wrestling
  - WEW Tag Team Championship (1 vez) - con MAZADA

- Consejo Mundial de Lucha Libre
  - CMLL World Welterweight Championship (2 veces)
  - CMLL Japan Tag Team Championship (1 vez) - con Sasuke the Great

- Dramatic Dream Team
  - DDT Extreme Championship (1 vez)
  - DDT KO-D Openweight Championship (1 vez)
  - DDT KO-D Tag Team Championship (1 vez) - con Takashi Sasaki
  - UWA World Trios Championship (1 vez) - con MAZADA & FUJITA

- International Wrestling Revolution Group
  - IWRG Intercontinental Tag Team Championship (1 vez) - con Masada
  - IWRG Intercontinental Trios Championship (1 vez) - con Masada & Takemura
  - Americas World Mixed Tag Team Championship (1 vez) - con Io Shirai
  - Copa Higher Power (2004) - con MAZADA, GARUDA & Black Tiger III

- Juggalo Championship Wrestling
  - JCW Heavyweight Championship (1 vez)

- Mobius
  - Apex of Triangle Six–Man Tag Team Championship (2 veces) - con MAZADA & TAKEMURA (1) y Daisuke Sekimoto & Tetsuhiro Kuroda (1)

- Osaka Pro Wrestling
  - UWA World Trios Championship (1 vez) - con MAZADA & FUJITA

- Pro Wrestling El Dorado
  - UWA World Tag Team Championship (1 vez) - con MAZADA

- Pro Wrestling NOAH
  - GHC Junior Heavyweight Tag Team Championship (1 vez, actual) – con Eita

- Pro Wrestling WAVE
  - JWP Tag Team Championship (1 vez) - con MAZADA

- Tokyo Gurentai Produce / NOSAWA Bom-Ba-Ye
  - Tokyo World Heavyweight Championship (1 vez)
  - Tokyo World Tag Team Championship (1 vez) - con MAZADA

- Xtreme Latin American Wrestling
  - X-LAW International Championship (1 vez)

- Pro Wrestling Illustrated
  - Situado en el N°272 en los PWI 500 de 2006[15]